# 山波村
山波村（さんばむら）は、広島県沼隈郡にあった村。現在の尾道市の一部にあたる。明治末から大正期にかけて塩田が廃止され、その後、尾道造船所が設置された。

## 地理
- 海洋：尾道水道[1]
- 河川：太田川[1]

## 歴史
- 1889年（明治22年）4月1日、町村制の施行により、沼隈郡山波村が単独で村制施行し、山波村が発足[1][2]。山波村、高須村の町村組合を結成し高須村に役場を置く[1]。
- 1915年（大正4年）大暴風で大きな被害を受ける[1]。
- 1916年（大正5年）尾道電灯、火力発電所設置[1]。
- 1939年（昭和14年）7月1日、尾道市に編入され廃止[1][2]。

## 産業
- 農業、果樹、製塩[1]

## 交通

### 鉄道
- 1889年（明治22年）山陽鉄道（山陽本線）が開通[1]。